# Гипермнестра
Гипермнестра (др.-греч. Ὑπερμνήστρα) — персонаж греческой мифологии, одна из пятидесяти данаид — дочерей Даная. Она единственная из сестёр пощадила своего мужа (Линкея). От Гипермнестры происходят герои аргосского мифологического цикла, включая Персея и Геракла.

## В мифологии
Гипермнестра была самой старшей из пятидесяти дочерей царя Ливии Даная. Псевдо-Аполлодор называет её вместе с Горгофоной дочерью Элефантиды, а по данным Гиппострата, всех данаид родила Европа. Вместе с отцом и сёстрами Гипермнестра бежала на 50-вёсельном корабле из Ливии в Элладу, спасаясь от двоюродных братьев Египтиадов: те хотели жениться на данаидах, а Данаю была предсказана гибель от руки зятя. Беглянки нашли приют в Аргосе, где их отец стал царём. Тем не менее прибывшие в этот город Египтиады принудили сестёр к браку. Пары создавались по жеребьёвке, но Гипермнестра и Горгофона как самые старшие получили лучших женихов (рождённых женщиной царской крови). Гипермнестра стала женой Линкея. В первую же брачную ночь данаиды убили своих мужей кинжалами, которые им раздал отец, или булавками из причёсок. Гипермнестра стала единственным исключением: она пощадила Линкея и помогла ему бежать из Аргоса или потому, что он сохранил ей девственность, или потому, что она успела его полюбить.
Данай заковал Гипермнестру в цепи и хотел её казнить за ослушание. Начался суд, на котором, согласно Эсхилу, обвиняемую взялась защищать сама богиня любви Афродита. Собрание аргивян вынесло оправдательный приговор. Позже Линкей либо убил Даная и всех сестёр своей жены, либо примирился с тестем; в любом случае он стал следующим царём Аргоса, а Гипермнестра родила ему сына Абанта — отца Акрисия, предка Персея, Геракла и многих других героев. Поскольку Гипермнестра не стала мужеубийцей, это единственная данаида, которую после смерти не постигла кара: ей не пришлось наполнять водой бездонные бочки.

## Память
В Аргосе как минимум до II века н. э. стояли статуя Афродиты Никофоры, которую, как считалось, Гипермнестра посвятила в храм Аполлона после оправдания в суде, и построенное данаидой после того же события святилище Артемиды. Место, где её судил Данай, называлось в исторические времена Критерион (Судилище), а неподалёку стоял надгробный памятник Гипермнестры.
Миф о данаидах стал сюжетной основой для ряда античных пьес. Трагедия Эсхила «Просительницы» рассказывает о прибытии Даная с дочерьми в Арголиду, трагедии Эсхила и Фриниха под названием «Египтяне» — о коллективной свадьбе. У Эсхила, Фриниха и Тимесифея есть также трагедии под названием «Данаиды»; благодаря сохранившимся фрагментам известно, что по крайней мере первая из них рассказывала о суде над Гипермнестрой. Овидий включил в свои «Героиды» письмо Линкею, написанное от лица Гипермнестры. Согласно этому поэту, в первую брачную ночь данаида трижды заносила меч над спящем мужем, но всё-таки не стала его убивать.
В эпоху Нового времени Гипермнестра стала персонажем ряда трагедий: «Данаиды» Жана Ожье де Гомбо (1658), «Гипермнестра» Антуана Марена Лемьера (1758), «Гипермнестра» Степана Висковатова (1812). Она появляется во множестве опер под названием «Гипермнестра» (Антонио Вивальди, Кристофа Виллибальда Глюка и др.).
Исследователи полагают, что в изначальной версии мифа все данаиды убили своих мужей, но позже мифографам понадобилось возвести генеалогию аргосских царей к старшим героям (в частности, к Данаю), и поэтому в биографии Гипермнестры появились уникальные подробности.